# سورن أندريزن
سورن أندريزن (بالدنماركية: Søren Andreasen)‏ هو لاعب كرة قدم دنماركي، ولد في 13 مارس 1996. لعب مع نادي إيسبيرغ.

## وصلات خارجية
- سورن أندريزن على موقع قاعدة بيانات كرة القدم.إي يو (الإنجليزية)
- سورن أندريزن على موقع Soccerway.com (الإنجليزية)